# Barry Coe
Barry Coe (Los Angeles, 26 novembre 1934 – Palm Desert, 16 luglio 2019) è stato un attore statunitense.

## Biografia
Suo padre lavorava per la Warner Brothers e morì in seguito ad un incidente stradale quando Barry aveva sei anni. Studiò all'University of Southern California, in seguito firmò un contratto per la 20th Century Fox come attore.
Venne premiato con il Golden Globe per il miglior attore debuttante nel 1960. Dal matrimonio con la pittrice Jorunn Kristiansen, Coe ebbe un figlio, William Shea Coe, nato nel 1966. 

## Filmografia

### Cinema
- La casa di bambù (House of Bamboo), regia di Samuel Fuller (1955)
- Scandalo al collegio (How to Be Very, Very Popular), regia di Nunnally Johnson (1955)
- Gli eroi della stratosfera (On the Threshold of Space), regia di Robert D. Webb (1956)
- Operazione Normandia (D-Day the Sixth of June), regia di Henry Koster (1956)
- Fratelli rivali (Love Me Tender), regia di Robert D. Webb (1956)
- I peccatori di Peyton (Peyton Place), regia di Mark Robson (1957)
- Thundering Jets, regia di Helmut Dantine (1958)
- Bravados (The Bravados), regia di Henry King (1958)
- La moglie sconosciuta (A Private's Affair), regia di Raoul Walsh (1959)
- Ma non per me (But Not for Me), regia di Walter Lang (1959)
- Un piede nell'inferno (One Foot in Hell), regia di James B. Clark (1960)
- Alì mago d'oriente (The Wizard of Baghdad), regia di George Sherman (1960)
- L'eroe di Sparta (The 300 Spartans), regia di Rudolph Maté (1962)
- A Letter to Nancy, regia di William F. Claxton (1965)
- The Cat, regia di Ellis Kadison (1966)
- Viaggio allucinante (Fantastic Voyage), regia di Richard Fleischer (1966)
- I 7 minuti che contano (The Seven Minutes), regia di Russ Meyer (1971)
- One Minute Before Death, regia di Rogelio A. Gonzalez (1972)
- Doctor Death: Seeker of Souls, regia di Eddie Saeta (1973)
- El hombre desnudo, regia di Rogelio A. Gonzalez (1976)
- MacArthur il generale ribelle (MacArthur), regia di Joseph Sargent (1977)
- Lo squalo 2 (Jaws 2), regia di Jeannot Szwarc (1978)

### Televisione
- Cheyenne - serie TV, 1 episodio (1956)
- The 20th Century-Fox Hour – serie TV, episodi 1x04-2x16 (1955-1957)
- Follow the Sun - serie TV, 30 episodi (1961-1962)
- Bonanza - serie TV, episodio 4x01 (1962)
- Viaggio in fondo al mare (Voyage to the Bottom of the Sea) - serie TV, 1 episodio (1966)
- Bracken's World - serie TV, 5 episodi (1970)
- Missione Impossibile (Mission: Impossible) - serie TV, 1 episodio (1971)
- General Hospital - serie TV, 1 episodio (1974)
- The Mary Tyler Moore Show - serie TV, 1 episodio (1975)
- Arthur Hailey's the Moneychangers - miniserie TV, 1 episodio (1976)
- ABC After School Specials - serie TV, 1 episodio (1977)

## Doppiatori italiani
- Gianfranco Bellini in I peccatori di Peyton, La moglie sconosciuta